# Guerre par procuration
Ne doit pas être confondu avec Bataille de procurations.

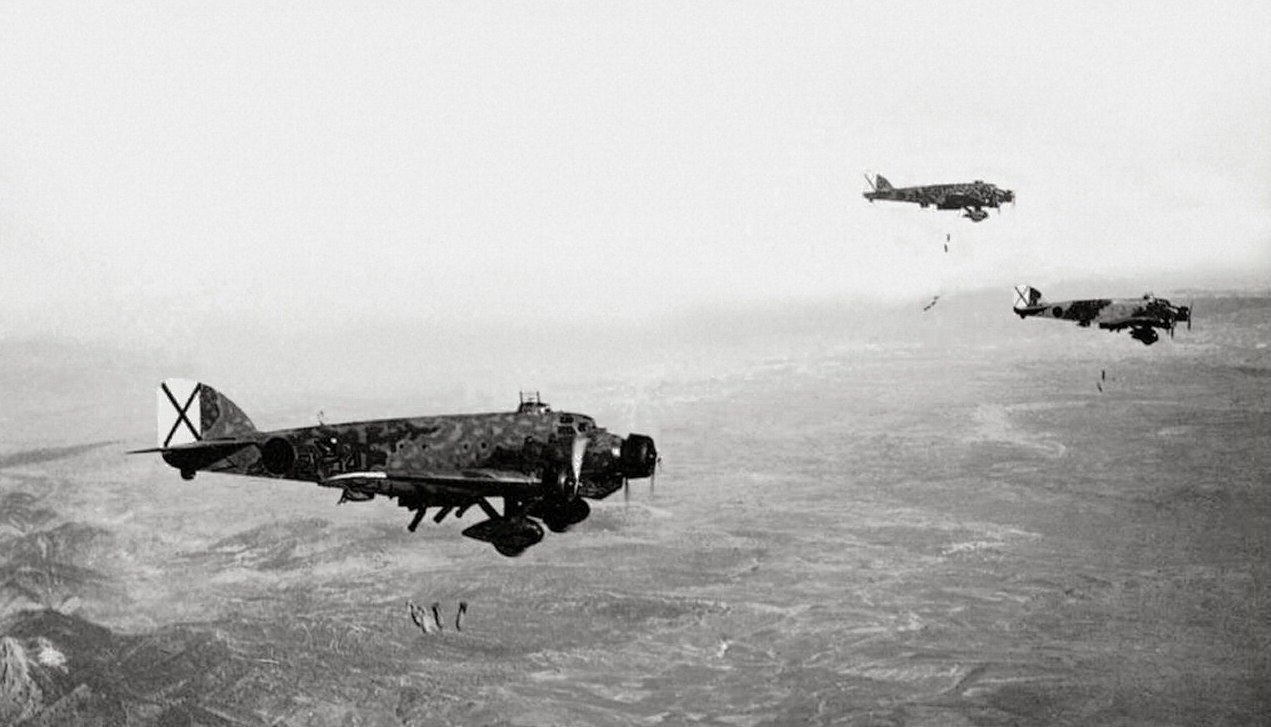
Bombardement opéré par l'aviation italienne pendant la guerre d'Espagne, 1936.

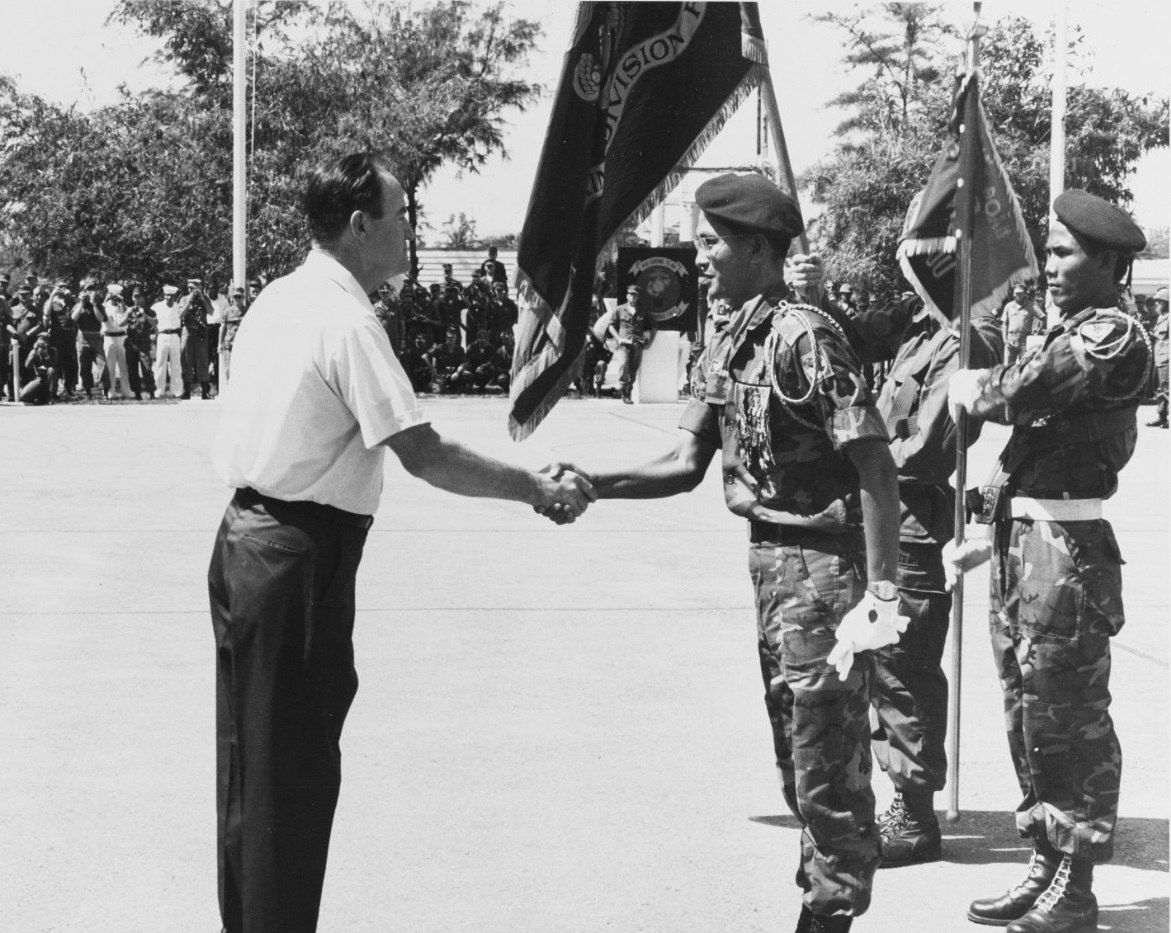
Le vice-président américain Hubert Humphrey saluant le commandant du 7e bataillon aéroporté du Viêt Nam du Sud à Da Nang en novembre 1967.

Une guerre par procuration est un conflit dans lequel au minimum deux États ou puissances s'affrontent indirectement par l'intermédiaire d'autres acteurs (États, groupes armés, mercenaires…) qu'ils soutiennent par différents moyens : financement, armes, matériels… 
La formule en anglais war by proxy a été créée par Zbigniew Brzeziński, conseiller du président américain Jimmy Carter. Ce concept s'applique à de nombreux conflits de la guerre froide.
La guerre par procuration n'est pas un concept militaire né au XXe siècle, le troisième des 36 stratagèmes chinois ayant pour titre « tuer un ennemi avec une épée d'emprunt ». 
Richelieu a pratiqué lors de la guerre de Trente Ans la « guerre fourrée », la France n'intervenant qu'indirectement dans le conflit en appuyant et en finançant les ennemis des Habsbourg. Ce n'est qu'en 1635, en raison de leur défaite, que la France est entrée officiellement en guerre contre les Habsbourg.
Il est presque impossible d'avoir une guerre par procuration pure puisque les groupes qui se battent pour une puissance ont normalement leurs propres objectifs qui diffèrent de ceux de la puissance tutélaire. Par exemple, après la guerre d'Afghanistan (1979-1989), certains groupes qui avaient reçu l'aide des États-Unis ne sont pas restés dans leur alliance mais au contraire sont devenus leurs ennemis acharnés comme les Talibans et al-Qaïda.
L'Encyclopaedia Britannica cite plusieurs exemples de guerres par procuration où les belligérants, tout en ayant engagé le conflit selon leur propre logique, sont soutenus par des grandes puissances qui cherchent à les instrumentaliser à leur profit. La stratégie de l'Empire byzantin préconise d'éviter le plus possible l'affrontement avec les « Barbares » et de les utiliser les uns contre les autres. Pendant  la Première Guerre mondiale, les Britanniques soutiennent la révolte arabe de 1916-1918 contre l'Empire ottoman. La guerre civile espagnole de 1936-1939, tout en opposant deux camps de la société espagnole, est un affrontement indirect entre l'Allemagne nazie et l'Italie fasciste d'une part, l'Union soviétique de l'autre ; elle sert en même temps aux grandes puissances de champ d'essai pour leurs nouvelles armes. Dans la période de la Guerre froide où les superpuissances, par crainte d'une guerre nucléaire, redoutent de s'affronter directement, la guerre de Corée de 1950-1953, la guerre du Viêt Nam de 1955-1975 et la guerre civile angolaise de 1975-2001 permettent aux États-Unis et à l'URSS d'empêcher l'adversaire d'étendre sa zone d'influence. Sur un théâtre plus limité, la guerre civile yéménite, depuis 2014, est alimentée par la rivalité régionale entre l'Arabie saoudite et l'Iran.